# میهالیس یاناکاکیس
میهالیس یاناکاکیس (یونانی: Μιχάλης Γιαννακάκης; متولد ۱۳ سپتامبر ۱۹۵۳ ‏(۷۱ سال) در آتن یونان) استاد علوم کامپیوتر در دانشگاه کلمبیا است. یاناکاکیس تالیفات مهمی در زمینه‌های پیچیدگی محاسباتی و پایگاه داده دارد. او در سال ۲۰۰۵ برنده جایزه دونالد کنوت شده است.